# Дудин, Виктор Анатольевич
Виктор Анатольевич Дудин (род. 8 ноября 1987, Армавир, РСФСР, СССР) — российский военный лётчик. Штурман 23-го истребительного авиационного полка, майор. Герой Российской Федерации (2022). Согласно заявлениям Минобороны РФ, по состоянию на 1 марта 2022 года имел на боевом счету 3 личных победы и одну в группе.

## Биография
С 2005 года служит в Российской армии. Обучался на истребительном факультете Краснодарского высшего военного авиационного училища лётчиков, которое окончил с красным дипломом в 2010 году. Потом продолжил обучение в Армавире. Служил в Комсомольске-на-Амуре.
С 2010 года проходит военную службу в 23-м истребительном авиационном Таллинском полку. Освоил различные виды самолётов военной авиации. К февралю 2022 года имел около 1500 часов общего налёта. Совершил пять командировок в Сирию, где участвовал в военной операции.
С конца февраля 2022 года участвовал во вторжении России на Украину.
Указом Президента России Владимира Путина от 4 марта 2022 года за «мужество и героизм, проявленные при выполнении боевого задания» удостоен звания Героя Российской Федерации.